# Вілла Петролеа
Вілла Петролеа (лат. Villa Petrolea) — житлове селище, побудоване братами Нобель в кінці 19 століття для службовців їх компанії на кордоні Чорного міста в передмісті Баку. Також назва використовується стосовно до резиденції братів Нобель, розташованої тут же. На початку ХХІ ст. на території функціонує музей родини Нобелей і знаходяться офіси декількох організацій.

## Історія
До кінця 19 століття східні передмістя Баку були промисловим районом, несприятливим для проживання людей. Тут жили тільки робітники, зайняті в нафтовій промисловості. Заможні громадяни жили в чистішому центрі Баку. З метою залучення для проживання в даному районі адміністративно-технічного персоналу компанії братів Нобель (у тому числі запрошеного з Фінляндії, Швеції, Норвегії та Німеччини) тут був побудований житлове селище, де були створені найсприятливіші умови для життя. Розташовувався нове селище на східному кордоні Чорного міста біля селища Кішли.
На території селища були побудовані будинки для службовців, школи, театр, лікарні і фамільна резиденція братів Нобель в Баку, споруджена в 1884 році. Резиденція залишалася у власності Нобелей до націоналізації 1920 році.
Службовці товариства Нобелей проживали в одно-і двоповерхових дерев'яних котеджах з кам'яним фундаментом. Нижні поверхи найбільшого будівлі відвели під контору, на верхніх розмістилися клуб, кімнати відпочинку, бібліотека. З Петербурга виписали скульптури для саду, твори живопису, книги для бібліотеки. Кімнати прикрасили дорогими килимами, виготовленими азербайджанськими і перськими майстрами.

### Парк
Для створення на території селища парку площею близько 10,5 га був запрошений досвідчений садівник Е. Беклі, що створив до цього багато сади і парки Варшави. Оскільки місцевий ґрунт була просякнута нафтою, сюди стали завозити баржі з землею з Ленкоранського повіту. Питання з прісною водою було вирішено шляхом використання наливних суден, які розвантажувалися в Астрахані і наповнювалися там для баласту волзької водою замість мішків з піском.
Посадковий матеріал доставлявся з субтропічних районів (Тифліс, Батумі, Ленкорань) і ряду російських і європейських міст. Всього було посаджено близько 80 000 рослин, у тому числі фруктові і декоративні.
Планувальна структура Вілла Петролеа визначалася рельєфом місцевості, що мала ухил до Каспійського моря. Головні алеї орієнтувалися на акваторію Каспію і підводили до видовим майданчиків парку, з яких можна було бачити заводські труби і далі море. Безліч доріжок і алей підводили до споруд, перед якими були розбиті майданчики з квітниками або ж групувалися дерева.
Як стверджував в 1978 році Шаміль Фатуллаєв, невідомо, хто був архітектором генерального плану і будівель з терасами, верандами і балконами, вирішеними в еклектичному дусі з використанням романських мотивів. На його думку, все це розроблялося безіменним архітектором при прямій участі Беклі.
Загальні витрати на парк, у тому числі на клуб, бібліотеку та будинки для службовців перевищили 250 000 рублів.

## Сучасний стан

### Реконструкція резиденції Нобелей
До початку 2000-х років будівлі на території Вілла Петролеа були в занедбаному стані. Будівля резиденції Нобелей і житлові приміщення були спустошені і вимагали реставрації. Інші будівлі давно були зруйновані, театр і клуб згоріли.
У 2004 році з метою відновлення спадщини Нобелів в Баку була створена громадська організація Бакинський Фонд Спадщини Нобелей. Їм у 2007 році була завершена реконструкція та реставрація резиденції Нобелей. 25 квітня 2008 відбулося урочисте відкриття відновленої резиденції.

### Музей
Після реконструкції резиденції в ній знаходяться Бакинський Нобелівський нафтової клуб, Міжнародний конференц-центр і Музей братів Нобель — перший музей родини за межами Швеції. Музей є історичним і має нафтову тематику. У музеї зібрані предмети побуту та інтер'єру, якими користувалася сім'я Нобелів. Інтер'єр будинку змінений порівняно з тим, який був при його власників, однак деякі елементи (наприклад каміни) відтворені точно. В цілому інтер'єр будинку виконаний у звичайному європейському стилі, але окремо оформлена одна кімната в східному стилі.

## Події
17 грудня 2010 в резиденції Вілла Петролеа відбувся урочистий прийом з нагоди заснування Філіпом Нобелем правнуком Людвіга Нобеля фонду Nobel International Fraternity Fund, спрямованого на підтримку науки в Азербайджані, а також з нагоди присудження Ордена Полярної зірки (Швеція) голові Бакинського Фонду спадщини Нобелів доктору Тогрулу Багірову та Філіпу Нобелю.

## Виноски
1. ↑  Azeri women in transition: women in Soviet and post-Soviet Azerbaijan. Farideh Heyat.Routledge, 2002 стр 47
2. ↑  Russian Azerbaijan, 1905—1920: The Shaping of a National Identity in a Muslim Community. Tadeusz Swietochowski. Cambridge University Press, 2004. стр 21
3. ↑  Baku, an eventful history. James Dodds Henry. Ayer Publishing, 1905
4. 1 2 3  Ш. Фатуллаєв. МІСТОБУДУВАННЯ БАКУ XIX — початку XX століть. АКАДЕМІЯ НАУК АЗЕРБАЙДЖАНСЬКОЇ РСР ІНСТИТУТ АРХІТЕКТУРИ ТА МИСТЕЦТВА [Архівовано 11 вересня 2017 у Wayback Machine.] (рос.)
5. 1 2  Azerbaijan International. The Nobels in Baku. Swedes' Role in Baku's First Oil Boom (by Brita Asbrink) [Архівовано 9 січня 2012 у Wayback Machine.] (англ.)
6. 1 2 3  Вебсайт Baku Nobel Heritage Fund (BNHF) and the Baku Nobel Oil Club (BNOC) [Архівовано 23 листопада 2011 у Wayback Machine.] (англ.)
7. ↑  Манаф Сулейманов. Дні минулі (Історичні нариси)[недоступне посилання з квітня 2019] (англ.)
8. ↑  К. І. Джафаров, Ф. К. Джафаров. Товариство нафтового виробництва братів НОБЕЛЬ [Архівовано 2 листопада 2013 у Wayback Machine.] (рос.)
9. ↑  А. А. Гасанова. Сади і парки АЗЕРБАЙДЖАНУ (історія розвитку ландшафтної архітектури). Баку — Ішиг — 1996[недоступне посилання з квітня 2019] (рос.)
10. ↑  Azerbaijan International. Legacy of the Oil Barons: Part II. The «Greening» of Baku by the Nobel Brothers (by Fuad Akhundov) [Архівовано 9 січня 2012 у Wayback Machine.] (англ.)
11. ↑  Ізвєстія. Старі традиції і нові проекти [Архівовано 3 вересня 2012 у Archive.is] (рос.)
12. ↑  Перший канал. Хочу знати. Випуск від 15 липня 2010 [Архівовано 16 грудня 2013 у Wayback Machine.] (рос.)